# 蘇逸平
蘇逸平（1965年10月24日—2025年8月9日），台灣南投作家，主要寫作類型是科幻小說，筆名曾經取過飛行豬、姚德，最後使用本名「蘇逸平」寫作。美國華盛頓大學電機系畢業，曾从事舞臺工作者、電視製作人、翻譯、有線電視主持人、電腦業務代表、微軟工程師、導遊、自由作家等诸多工作。著有小說《我要離家出走》、《穿梭時空三千年》、《封神時光英豪》、《電腦末日啟示錄》、《西雅圖睡不著》等上百部作品。

## 生平
1997年4月之前近十年歲月，蘇逸平以導遊的身份踏遍北美，此經驗影響了他後來的創作。
蘇逸平推廣科幻文學，每年與葉李華、黃海、張草、梅林．Ｗ(李知昂)、夏佩爾(高志峰)等人為倪匡科幻獎的擔任評審，並在2005年起參加台灣交通大學所主辦的「科幻，科技，科學全國巡迴演講」，在台灣開始全國演講。其個人網站「蘇逸平的時空藏經閣」与「心靈小憩」、「動漫基地」等网站一同舉辦了「超異時空文學獎」，主要項目为科幻與奇幻小說創作，動畫與漫畫評論心得，點子或散文奇想等。
2025年8月9日，逝世。

## 著作內容
蘇逸平歷年作品集：（以出版順序編排）
9/1/1997 至　07/07/2005
- 《魔蟲危機》（翻譯）／雅音
- 《我要離家出走》，短篇小說集／耶魯文化（已絕版）
- 《穿梭時空三千年》，科幻長篇小說／耶魯文化（已絕版）
- 《綁架總統》，推理小說／耶魯文化（已絕版）
- 《電腦末日啟示錄》，電腦工具書／衛普電腦 臺
- 《西雅圖睡不著》，旅遊著作／聯經
- 《我的青春高中鴿子籠》，輕鬆小品／遠流（已絕版）
- 《悲泣之砂》，愛情輕經典／遠流（已絕版）
- 《鬼屋怪談會》，靈異故事／希代
- 《威而鋼共和國》（翻譯）／商周文化
- 《任賢齊雲國歷險記》，CD 光碟童書／滾石唱片出版
- 《星座時空》共一冊，科幻小說／風雲時代
- 《龍族秘錄》共四冊，科幻小說／風雲時代
- 《惑星世紀》共一冊，科幻小說／風雲時代
- 《星艦英雄傳說》共二冊，科幻小說／風雲時代
- 《封神時光英豪》共四冊，科幻小說／風雲時代
- 《東周時光英豪》共十冊，科幻小說／風雲時代
- 電玩小說「春秋英雄傳」／明日工作室
- 科幻推理小說「附體殺人」，香港利文出版社
- 科幻推理小說「盜墓兵團」，香港利文出版社
- 科幻推理小說「屍族傳說」，香港利文出版社
- 科幻推理小說「南極神兵」，香港利文出版社
- 科幻推理小說「遁形消失」，香港利文出版社
- 科幻推理小說「麥田奇圓」，香港利文出版社
- 科幻推理小說「牛頭馬面」，香港利文出版社
- 科幻推理小說「鬼使神差」，香港利文出版社
- 科幻推理小說「蔘精竹妖」，香港利文出版社
- 科幻推理小說「芥子宇宙」，香港利文出版社
- 自然小品／旅遊文學「大自然洗滌心靈」，希代出版
- 青春小品「南方夏日有鈴聲」，博覽出版
- 愛情短篇「暗戀」，松樺出版
- 永遠的艾琳娜，長篇愛情 松崗 2001/06/15 （已絕版）
- 楚星箭戰紀(1)荊楚皇族 風雲時代 2001/10/15
- 花琪森林電視公司，寫實奇情，法蘭克福 2001/10/17
- 楚星箭戰紀(2)羊城恩仇 代 2001/11/15
- 我的爆笑高中鴿子籠 ，青春幽默，大慶 2001/11/18
- 楚星箭戰紀(3)生化天庭 風雲時代 2001/12/15
- 楚星箭戰紀(4)亂世浮生 風雲時代 2002/01/15
- 楚星箭戰紀(5)彗星龍族 風雲時代 2002/02/18
- 楚星箭戰紀(6)猴王神兵 風雲時代 2002/03/01
- 楚星箭戰紀(7)英雄相殘 風雲時代 2002/04/15
- 楚星箭戰紀(8)時空勳業 風雲時代 2002/05/15
- 花琪再見花琪 ，寫實奇情，法蘭克福 2002/06/17
- 新穿梭時空3000年—2002(上) 風雲時代 ISBN 957-569-811-8 2002/07/25
- 新穿梭時空3000年—2002(下) 風雲時代 ISBN 957-569-812-6 2002/07/25
- 四十超人學院(一)超人戰史 風雲時代 2002/08/23
- 四十超人學院(二)悠遠地球 風雲時代 2002/09/25
- 四十超人學院(三)蟻國星戰 風雲時代 2002/10/23
- 四十超人學院(四)時光老人 風雲時代 2002/11/23
- 蘇逸平科幻世界特選合輯(共20冊) 蘇逸平/著 風雲時代
- 新光三越前的龍貓 蘇逸平/著 小知堂 2003/02/14
- 《楚星箭戰紀》之〈冷血外傳〉
- 短文〈魔王、上帝、末日、撥接上網去！〉
- 最新愛情小品二書《南方夏日有鈴聲》、《暗戀》

台灣重新出版的奇怪偵探團
- 駭客神偷 （港名：附體殺人）， 蘇逸平/著 風雲時代 2002/12/23
- 盜墓兵團 蘇逸平/著 風雲時代 2003/01/20
- 永生傳奇 （港名：屍族傳說），蘇逸平/著 風雲時代 2003/02/24
- 南極神兵 蘇逸平/著 風雲時代 2003/03/24
- 遁行消失，科幻推理系列臺灣版，風雲時代出版社
- 麥田奇圓，科幻推理系列臺灣版，風雲時代出版社2003/05/26
- 牛頭馬面，科幻推理系列臺灣版，風雲時代出版社2003/06/23
- 鬼使神差，科幻推理系列臺灣版，風雲時代出版社 2003/07/21

（未完）
- 新穿梭時空三千年（共兩冊），風雲時代出版社　2005/07/07

### 精選短篇
- 沉睡在酒中
- 鏡中歲月
- 星戰英雄傳說
- 急凍人的春天
- 霾害
- 外星帝國軍團
- 終極生物
- 星際終結者
- 公元兩千年危機

### 評論
- 【不完備的機率直覺—評《你賭對了嗎？》 】不完備的機率直覺—評《你賭對了嗎？》
- 變人與成精（原載於聯合報繽紛版專欄『電影開心事』）
- 當代中文科幻生態（原載於聯合報『讀書人』）
- 好萊塢科幻電影概論（原載於中國時報『開卷』）
- 科幻小说中的几种人[2]

## 巡迴演講
因為極力於推動科幻文學的部分，故從2005年起，蘇逸平會參加「科幻，科技，科學巡迴演講」，讓更多人能了解到何為「科幻」。

### 註腳
1. ↑  呂應鐘; 吳岩. . 五南圖書出版股份有限公司. 2001: 34  [2022-12-21]. ISBN 978-957-11-2503-9. （原始内容存档于2022-12-21）.
2. ↑  . . 网络与书系列. 北京: 现代出版社. 2007-05: 145  [2022-12-21]. ISBN 978-7-80188-776-4.